# Bảo Ứng
Bảo Ứng (chữ Hán phồn thể:寶應縣, chữ Hán giản thể: 宝应县) là một huyện thuộc địa cấp thị Dương Châu, tỉnh Giang Tô, Cộng hòa Nhân dân Trung Hoa. Quận này có diện tích 1483 ki-lô-mét vuông, dân số năm 2004 là 919.900 người. Về mặt hành chính, huyện Bảo Ứng được chia ra thành 15 trấn: An Nghi, Phạm Thủy, Hạ Tập, Liễu Bảo, Xạ Dương Hồ, Quảng Dương Hồ, Lỗ Đóa, Tiểu Quan Trang, Vọng Trực Cảng, Tào Điện, Tây An Phong, Sơn Dương, Hoàng Thăng, Kính Hà, Duyên Hà.